# HD 182101
HD 182101，又名BD+09 4081，SAO 124564、HR 7354，是一颗恒星，视星等为6.35，位于銀經45.33，銀緯-2.36，其B1900.0坐标为赤經19h 18m 2.6s，赤緯+9° -2.36′ 7″。